# A Anunciação (Fra Angélico, Florença)
A Anunciação (em italiano, Annunciazione), é uma das anunciações realizadas pelo pintor italiano Fra Angélico. Foi criada utilizando a técnica afresco e pintada entre 1437 e 1446 para o Convento de São Marcos, em Florença, atualmente convertido em Museu Nacional de São Marcos.
No convento florentino de São Marcos realizou suas melhores pinturas afresco entre 1438 e 1445.

## A Anunciação
Apesar de Fra Angélico ter feito outras versões de "A Anunciação" (como A Anunciação, que se encontra no Museu do Prado, em Madrid), este afresco de Florença é considerado "A versão mais emotica de Angélico por sua íntima e nua unção" (M. Olivar).